# Lijst van gemeentelijke monumenten in Alkmaar (gemeente)
De gemeente Alkmaar heeft 959 gemeentelijke monumenten, hieronder een overzicht. 

## Alkmaar
De plaats Alkmaar kent 659 gemeentelijke monumenten, zie de Lijst van gemeentelijke monumenten in Alkmaar (plaats).

## Daalmeer en Koedijk
De plaats Koedijk en de Daalmeer polder kennen 19 gemeentelijke monumenten:
| Object                                                                                                   | Bouwjaar         | Architect | Locatie         | Coördinaten                   | Nr.        | Afbeelding                                                                                               |
| --- | ---------------- | --------- | --------------- | ----------------------------- | ---------- | --- |
| Woning                                                                                                   | 1960             |           | Daalmeerpad 13  | 52° 40' 7" NB, 4° 46' 19" OL  | 0361/WN660 | Upload foto                                                                                              |
| Woning in rationalisme-stijl                                                                             | 1919             |           | Kanaaldijk 96   | 52° 40' 46" NB, 4° 44' 37" OL | 0361/WN661 | Upload foto                                                                                              |
| Woning in eclecticisme-stijl                                                                             | 1909             |           | Kanaaldijk 160  | 52° 40' 28" NB, 4° 45' 1" OL  | 0361/WN662 | Woning in eclecticisme-stijl                                                                             |
| Woning, Boerderij                                                                                        | 1881, Circa 1850 |           | Kanaaldijk 208  | 52° 40' 13" NB, 4° 45' 11" OL | 0361/WN663 | Woning, Boerderij                                                                                        |
| Woning in jugendstil                                                                                     | 1914             |           | Kanaaldijk 209  | 52° 40' 12" NB, 4° 45' 11" OL | 0361/WN664 | Woning in jugendstil                                                                                     |
| Woning, Raadhuis in Amsterdamse School-stijl (in de belettering invloed van de Amsterdamse School-stijl) | 1929, Circa 1925 |           | Kanaaldijk 211  | 52° 40' 12" NB, 4° 45' 10" OL | 0361/WN665 | Woning, Raadhuis in Amsterdamse School-stijl (in de belettering invloed van de Amsterdamse School-stijl) |
| Winkel, Boerderij in stolpboerderij-stijl                                                                | Circa 1850       |           | Kanaaldijk 215  | 52° 40' 10" NB, 4° 45' 9" OL  | 0361/WN666 | Winkel, Boerderij in stolpboerderij-stijl                                                                |
| Woonboerderij, Boerderij in stolpboerderij-stijl                                                         | Circa 1860       |           | Kanaaldijk 217  | 52° 40' 9" NB, 4° 45' 8" OL   | 0361/WN667 | Woonboerderij, Boerderij in stolpboerderij-stijl                                                         |
| Woning in stolpboerderij-stijl                                                                           | 1865             |           | Kanaaldijk 221  | 52° 40' 7" NB, 4° 45' 6" OL   | 0361/WN668 | Woning in stolpboerderij-stijl                                                                           |
| |                  |           | Kanaaldijk 223  | 52° 40' 7" NB, 4° 45' 6" OL   | 0361/WN669 | |
| |                  |           | Kanaaldijk 236  | 52° 40' 1" NB, 4° 45' 2" OL   | 0361/WN670 | |
| Woning                                                                                                   |                  |           | Kanaaldijk 246  | 52° 39' 59" NB, 4° 44' 59" OL | 0361/WN671 | Woning                                                                                                   |
| Woning in eclecticisme-stijl                                                                             |                  |           | Kanaaldijk 256  | 52° 39' 53" NB, 4° 44' 55" OL | 0361/WN672 | Upload foto                                                                                              |
| Woning                                                                                                   | 1914             |           | Kanaaldijk 266  | 52° 39' 48" NB, 4° 44' 50" OL | 0361/WN673 | Woning                                                                                                   |
| Woonboerderij in stolpboerderij-stijl                                                                    |                  |           | Kanaaldijk 273  | 52° 39' 45" NB, 4° 44' 47" OL | 0361/WN674 | Woonboerderij in stolpboerderij-stijl                                                                    |
| Woning, Boerderij in interbellum-stijl                                                                   | 1937, Circa 1870 |           | Kanaaldijk 277  | 52° 39' 42" NB, 4° 44' 47" OL | 0361/WN675 | Woning, Boerderij in interbellum-stijl                                                                   |
| Woning                                                                                                   | 1925             |           | Kanaaldijk 287  | 52° 39' 37" NB, 4° 44' 45" OL | 0361/WN676 | Woning                                                                                                   |
| Woning in jugendstil                                                                                     | 1916             |           | Kanaaldijk 288  | 52° 39' 37" NB, 4° 44' 46" OL | 0361/WN677 | Woning in jugendstil                                                                                     |
| |                  |           | Kanaaldijk 235A | 52° 40' 2" NB, 4° 45' 2" OL   | 0361/WN678 | Upload foto                                                                                              |

## De Rijp
De plaats De Rijp kent 133 gemeentelijke monumenten, zie de Lijst van gemeentelijke monumenten in De Rijp.

## Graft
De plaats Graft kent 40 gemeentelijke monumenten:
| Object                                            | Bouwjaar   | Architect | Locatie               | Coördinaten                   | Nr.        | Afbeelding                                        |
| ------------------------------------------------- | ---------- | --------- | --------------------- | ----------------------------- | ---------- | ------------------------------------------------- |
| Woonhuis                                          |            |           | Dorpsstraat 8         | 52° 33' 39" NB, 4° 50' 11" OL | 0361/WN856 | Upload foto                                       |
| Woonhuis                                          |            |           | Dorpsstraat 11        | 52° 33' 38" NB, 4° 50' 11" OL | 0361/WN857 | Woonhuis                                          |
| Woonhuis                                          |            |           | Dorpsstraat 12        | 52° 33' 39" NB, 4° 50' 10" OL | 0361/WN858 | Woonhuis                                          |
| Woonhuis                                          | 1849       |           | Dorpsstraat 13        | 52° 33' 38" NB, 4° 50' 9" OL  | 0361/WN859 | Woonhuis                                          |
| Schuur                                            |            |           | Dorpsstraat 15        | 52° 33' 38" NB, 4° 50' 9" OL  | 0361/WN860 | Schuur                                            |
| Woonhuis                                          |            |           | Dorpsstraat 17        | 52° 33' 39" NB, 4° 50' 8" OL  | 0361/WN861 | Woonhuis                                          |
| Woonhuis                                          |            |           | Dorpsstraat 19        | 52° 33' 39" NB, 4° 50' 8" OL  | 0361/WN862 | Woonhuis                                          |
| Woonhuis                                          |            |           | Dorpsstraat 21        | 52° 33' 39" NB, 4° 50' 7" OL  | 0361/WN863 | Woonhuis                                          |
| Woonhuis                                          |            |           | Dorpsstraat 30        | 52° 33' 39" NB, 4° 50' 3" OL  | 0361/WN864 | Woonhuis                                          |
| Voormalige school in Waterstaatstijl, nu woonhuis | 1876       |           | Dorpsstraat 60        | 52° 33' 39" NB, 4° 49' 55" OL | 0361/WN865 | Voormalige school in Waterstaatstijl, nu woonhuis |
| Boerderij                                         | XIXc       |           | Dorpsstraat 61        | 52° 33' 39" NB, 4° 49' 52" OL | 0361/WN866 | Boerderij                                         |
| Woonhuis                                          |            |           | Dorpsstraat 64        | 52° 33' 40" NB, 4° 49' 53" OL | 0361/WN867 | Woonhuis                                          |
| Boerderij                                         |            |           | Dwarsweg 1            | 52° 33' 20" NB, 4° 48' 58" OL | 0361/WN868 | Upload foto                                       |
| Boerderij                                         |            |           | Dwarsweg 2            | 52° 33' 38" NB, 4° 48' 45" OL | 0361/WN869 | Upload foto                                       |
| Boerderij                                         |            |           | Dwarsweg 4            | 52° 33' 19" NB, 4° 48' 56" OL | 0361/WN870 | Upload foto                                       |
| Stal                                              |            |           | Globdijk 3            | 52° 33' 53" NB, 4° 49' 57" OL | 0361/WN871 | Upload foto                                       |
| Boerderij De Sapmeer                              | 1908       |           | Globdijk 9            | 52° 34' 4" NB, 4° 49' 59" OL  | 0361/WN872 | Boerderij De Sapmeer                              |
| Lijnbaan                                          |            |           | Grafterbaan 6         | 52° 33' 38" NB, 4° 50' 25" OL | 0361/WN873 | Lijnbaan                                          |
| Schuur/woning                                     |            |           | Grafterbaan 6a        | 52° 33' 38" NB, 4° 50' 25" OL | 0361/WN874 | Schuur/woning                                     |
| Woonhuis                                          | 1913       |           | Groeneweg 4           | 52° 33' 38" NB, 4° 49' 28" OL | 0361/WN875 | Woonhuis                                          |
| Woonhuis                                          | XIXd       |           | Raadhuisstraat 8      | 52° 33' 41" NB, 4° 49' 59" OL | 0361/WN876 | Upload foto                                       |
| Boerderij                                         | XIXd       |           | Raadhuisstraat 9-9a   | 52° 33' 41" NB, 4° 49' 53" OL | 0361/WN877 | Boerderij                                         |
| Woonhuis                                          |            |           | Raadhuisstraat 11-11a | 52° 33' 42" NB, 4° 49' 53" OL | 0361/WN878 | Woonhuis                                          |
| Woonhuis                                          |            |           | Raadhuisstraat 12     | 52° 33' 42" NB, 4° 49' 54" OL | 0361/WN879 | Woonhuis                                          |
| Woonhuis                                          |            |           | Raadhuisstraat 13     | 52° 33' 43" NB, 4° 49' 52" OL | 0361/WN880 | Upload foto                                       |
| Woonhuis                                          | Circa 1880 |           | Raadhuisstraat 16     | 52° 33' 43" NB, 4° 49' 54" OL | 0361/WN881 | Woonhuis                                          |
| Woonhuis                                          |            |           | Raadhuisstraat 17     | 52° 33' 43" NB, 4° 49' 54" OL | 0361/WN882 | Woonhuis                                          |
| Woonhuis                                          |            |           | Raadhuisstraat 18     | 52° 33' 43" NB, 4° 49' 55" OL | 0361/WN883 | Woonhuis                                          |
| Winkelwoonhuis; bakkerij                          | 1894       |           | Raadhuisstraat 21     | 52° 33' 44" NB, 4° 49' 54" OL | 0361/WN884 | Winkelwoonhuis; bakkerij                          |
| Hek, lijkenhuisje bij 24                          | 1864/1874  |           | Raadhuisstraat 24     | 52° 33' 45" NB, 4° 49' 55" OL | 0361/WN885 | Upload foto                                       |
| Stolpschuur                                       | XIXd       |           | Raadhuisstraat 25     | 52° 33' 45" NB, 4° 49' 53" OL | 0361/WN886 | Upload foto                                       |
| Boerderij                                         | XIXd       |           | Raadhuisstraat 25     | 52° 33' 45" NB, 4° 49' 53" OL | 0361/WN887 | Boerderij                                         |
| Woonhuis                                          | 1912       |           | Raadhuisstraat 26     | 52° 33' 46" NB, 4° 49' 55" OL | 0361/WN888 | Woonhuis                                          |
| Woonhuis                                          |            |           | Raadhuisstraat 28     | 52° 33' 47" NB, 4° 49' 55" OL | 0361/WN889 | Woonhuis                                          |
| Woonhuis                                          | XIXd       |           | Raadhuisstraat 41-41a | 52° 33' 48" NB, 4° 49' 55" OL | 0361/WN890 | Woonhuis                                          |
| Woonhuis                                          |            |           | Raadhuisstraat 57     | 52° 33' 51" NB, 4° 49' 56" OL | 0361/WN891 | Upload foto                                       |
| Dubbel woonhuis                                   | XIXd       |           | Ringdijk 2-2a         | 52° 33' 8" NB, 4° 48' 37" OL  | 0361/WN892 | Upload foto                                       |
| Boerderij                                         |            |           | Ringdijk 3            | 52° 33' 15" NB, 4° 49' 33" OL | 0361/WN893 | Upload foto                                       |
| Boerderij                                         |            |           | Ringdijk 4            | 52° 33' 38" NB, 4° 48' 42" OL | 0361/WN894 | Upload foto                                       |
| Dubbel woonhuis                                   |            |           | Ringdijk 6-6a         | 52° 33' 35" NB, 4° 48' 21" OL | 0361/WN895 | Upload foto                                       |

## Noordeinde
De plaats Noordeinde kent 11 gemeentelijke monumenten:
| Object                   | Bouwjaar   | Architect | Locatie             | Coördinaten                   | Nr.        | Afbeelding            |
| ------------------------ | ---------- | --------- | ------------------- | ----------------------------- | ---------- | --------------------- |
|                          |            |           |                     |                               | 0361/WN896 |                       |
| Woonhuis                 |            |           | Noordeinde 2        | 52° 34' 13" NB, 4° 50' 7" OL  | 0361/WN897 | Woonhuis              |
| Woonhuis                 |            |           | Noordeinde 5        | 52° 34' 14" NB, 4° 50' 5" OL  | 0361/WN898 | Woonhuis              |
| Kastanjeboom (ong. 1905) |            |           | Noordeinde 6-14     | 52° 34' 14" NB, 4° 50' 10" OL | 0361/WN899 | Upload foto           |
| Vml. Brandspuithuisje    | Circa 1900 |           | Noordeinde 9        | 52° 34' 15" NB, 4° 50' 6" OL  | 0361/WN900 | Vml. Brandspuithuisje |
| Boerderij                | 1912       |           | Noordeinde 13       | 52° 34' 16" NB, 4° 50' 6" OL  | 0361/WN901 | Boerderij             |
| Woonhuis                 | 1870       |           | Noordeinde 14       | 52° 34' 16" NB, 4° 50' 9" OL  | 0361/WN902 | Woonhuis              |
| Woonhuis                 | 1825       |           | Noordeinde 15       | 52° 34' 16" NB, 4° 50' 7" OL  | 0361/WN903 | Woonhuis              |
| Woonhuis                 |            |           | Noordeinde 29       | 52° 34' 19" NB, 4° 50' 8" OL  | 0361/WN904 | Woonhuis              |
| 3 leilinden              |            |           | Noordeinde 34, voor | 52° 34' 20" NB, 4° 50' 11" OL | 0361/WN905 | Upload foto           |
| Woonhuis                 | 1882       |           | Noordeinde 36       | 52° 34' 20" NB, 4° 50' 10" OL | 0361/WN906 | Woonhuis              |

## Oost-Graftdijk
De plaats Oost-Graftdijk kent 10 gemeentelijke monumenten:
| Object                | Bouwjaar | Architect | Locatie              | Coördinaten                   | Nr.        | Afbeelding           |
| --------------------- | -------- | --------- | -------------------- | ----------------------------- | ---------- | -------------------- |
| Woonhuis              |          |           | Oostgraftdijk 1      | 52° 32' 46" NB, 4° 48' 39" OL | 0361/WN907 | Woonhuis             |
| Woonhuis              |          |           | Oostgraftdijk 30     | 52° 32' 43" NB, 4° 48' 45" OL | 0361/WN908 | Woonhuis             |
| Woonhuis              |          |           | Oostgraftdijk 43     | 52° 32' 43" NB, 4° 48' 49" OL | 0361/WN909 | Woonhuis             |
| Lijkenhuisje          |          |           | Oostgraftdijk bij 45 | 52° 32' 43" NB, 4° 48' 50" OL | 0361/WN910 | Upload foto          |
| Woonhuis              |          |           | Oostgraftdijk 56     | 52° 32' 42" NB, 4° 48' 52" OL | 0361/WN911 | Woonhuis             |
| Woonhuis              |          |           | Oostgraftdijk 58-58a | 52° 32' 42" NB, 4° 48' 53" OL | 0361/WN912 | Woonhuis             |
| Woonhuis, werkplaats  |          |           | Oostgraftdijk 60     | 52° 32' 42" NB, 4° 48' 53" OL | 0361/WN913 | Woonhuis, werkplaats |
| Woonhuis              |          |           | Oostgraftdijk 72     | 52° 32' 41" NB, 4° 48' 56" OL | 0361/WN914 | Woonhuis             |
| Woonhuis, schuur      |          |           | Oostgraftdijk 88     | 52° 32' 41" NB, 4° 48' 60" OL | 0361/WN915 | Woonhuis, schuur     |
| Veeschuur bij nr. 104 |          |           | Oostgraftdijk 104    | 52° 32' 40" NB, 4° 49' 6" OL  | 0361/WN916 | Upload foto          |

## Oterleek
De plaats Oterleek telt 2 gemeentelijke monumenten:
| Object             | Bouwjaar  | Architect | Locatie        | Coördinaten | Nr.   | Afbeelding  |
| ------------------ | --------- | --------- | -------------- | ----------- | ----- | ----------- |
| Stolpboerderij     | 1630-1650 |           | Dorpsstraat 38 |             | 0361/ | Upload foto |
| vm. Hervormde Kerk | 1925      |           | Dorpsstraat 65 |             | 0361/ | Upload foto |

## Oudorp
De plaats Oudorp kent 31 gemeentelijke monumenten:
| Object                                                                    | Bouwjaar         | Architect | Locatie          | Coördinaten                   | Nr.        | Afbeelding                              |
| ------------------------------------------------------------------------- | ---------------- | --------- | ---------------- | ----------------------------- | ---------- | --------------------------------------- |
| Woning in Amsterdamse School-stijl                                        | 1923             |           | Eilandswal 27    | 52° 37' 50" NB, 4° 45' 27" OL | 0361/WN679 | Upload foto                             |
| Woning in eclecticisme-stijl                                              | 1918             |           | Eilandswal 30    | 52° 37' 49" NB, 4° 45' 26" OL | 0361/WN680 | Woning in eclecticisme-stijl            |
| Woning in Amsterdamse School-stijl                                        | 1923             |           | Eilandswal 32    | 52° 37' 49" NB, 4° 45' 26" OL | 0361/WN681 | Woning in Amsterdamse School-stijl      |
| Woning                                                                    | 1927             |           | Eilandswal 33    | 52° 37' 49" NB, 4° 45' 26" OL | 0361/WN682 | Woning                                  |
| Woning in neorenaissancestijl                                             | 1888             |           | Eilandswal 38    | 52° 37' 47" NB, 4° 45' 25" OL | 0361/WN683 | Woning in neorenaissancestijl           |
| Woning in ambachtelijk traditionalisme-stijl                              | 1914             |           | Eilandswal 39    | 52° 37' 46" NB, 4° 45' 25" OL | 0361/WN684 | Upload foto                             |
| Woning, tolhuis in neoclassicisme-stijl                                   | 1812, Circa 1820 |           | Heiligland 65    | 52° 37' 43" NB, 4° 45' 31" OL | 0361/WN685 | Woning, tolhuis in neoclassicisme-stijl |
|                                                                           |                  |           | Herenweg 14      | 52° 37' 51" NB, 4° 46' 23" OL | 0361/WN686 | Upload foto                             |
| Woning in eclecticisme-stijl                                              | 1912             |           | Herenweg 39      | 52° 38' 0" NB, 4° 46' 26" OL  | 0361/WN687 | Upload foto                             |
| Woning, Woonhuizen                                                        | 1922, Circa 1900 |           | Herenweg 86      | 52° 38' 5" NB, 4° 46' 28" OL  | 0361/WN688 | Woning, Woonhuizen                      |
| Woning in jugendstil                                                      | 1923             |           | Herenweg 87      | 52° 38' 10" NB, 4° 46' 28" OL | 0361/WN689 | Upload foto                             |
| Woning in neorenaissancestijl                                             |                  |           | Herenweg 109     | 52° 38' 26" NB, 4° 46' 31" OL | 0361/WN690 | Upload foto                             |
| Voormalig raadhuis van Oudorp                                             |                  |           | Kerklaan 9       | 52° 37' 50" NB, 4° 46' 24" OL | 0361/WN691 | Voormalig raadhuis van Oudorp           |
| Woning in eclecticisme-stijl                                              | 1902             |           | Munnikenweg 1    | 52° 38' 11" NB, 4° 46' 27" OL | 0361/WN692 | Upload foto                             |
| Woning in neorenaissancestijl                                             | 1905             |           | Munnikenweg 3    | 52° 38' 11" NB, 4° 46' 27" OL | 0361/WN693 | Upload foto                             |
| Woning in neorenaissancestijl                                             | 1905             |           | Munnikenweg 5    | 52° 38' 11" NB, 4° 46' 27" OL | 0361/WN694 | Upload foto                             |
| Woning in eclecticisme-stijl                                              |                  |           | Munnikenweg 7    | 52° 38' 11" NB, 4° 46' 26" OL | 0361/WN695 | Upload foto                             |
| Boerderij in stolpboerderij-stijl                                         | 1869, Circa 1850 |           | Munnikenweg 9    | 52° 38' 12" NB, 4° 46' 22" OL | 0361/WN696 | Boerderij in stolpboerderij-stijl       |
| School, School in Amsterdamse School-stijl, traditionalisme De Nieuwburch | 1939, Circa 1925 |           | Munnikenweg 18   | 52° 38' 12" NB, 4° 46' 24" OL | 0361/WN697 | Upload foto                             |
| Woning in Delfts traditionalisme                                          | 1939             |           | Munnikenweg 20   | 52° 38' 14" NB, 4° 45' 51" OL | 0361/WN698 | Woning in Delfts traditionalisme        |
| Woonboerderij                                                             |                  |           | Munnikenweg 90   | 52° 38' 12" NB, 4° 45' 30" OL | 0361/WN699 | Upload foto                             |
|                                                                           |                  |           | Omval 1          | 52° 37' 21" NB, 4° 46' 18" OL | 0361/WN700 | Upload foto                             |
| Woonboerderij in stolpboerderij-stijl                                     |                  |           | Omval 28         | 52° 37' 17" NB, 4° 46' 14" OL | 0361/WN701 | Upload foto                             |
| Woning in Amsterdamse School-stijl                                        | 1926             |           | Ooievaarstraat 1 | 52° 38' 3" NB, 4° 45' 22" OL  | 0361/WN702 | Upload foto                             |
|                                                                           |                  |           | Schermerweg 25   | 52° 37' 41" NB, 4° 45' 36" OL | 0361/WN703 |                                         |
| Gebouw in jugendstil                                                      | 1900-1925        |           | Schermerweg 29   | 52° 37' 40" NB, 4° 45' 39" OL | 0361/WN704 | Upload foto                             |
| Woning in Amsterdamse School-stijl                                        |                  |           | Schermerweg 101  | 52° 37' 23" NB, 4° 46' 5" OL  | 0361/WN705 | Woning in Amsterdamse School-stijl      |
| Woning in neorenaissancestijl                                             | 1888             |           | Tienenwal 2      | 52° 37' 47" NB, 4° 45' 25" OL | 0361/WN706 | Woning in neorenaissancestijl           |
| Woning in eclecticisme-stijl                                              |                  |           | Tienenwal 20     | 52° 37' 45" NB, 4° 45' 29" OL | 0361/WN707 | Woning in eclecticisme-stijl            |
|                                                                           |                  |           | Westdijk 5       | 52° 37' 10" NB, 4° 46' 12" OL | 0361/WN708 | Upload foto                             |
| Woonboerderij in stolpboerderij-stijl                                     | 1859, Circa 1850 |           | Westerstraat 2   | 52° 37' 48" NB, 4° 46' 18" OL | 0361/WN709 | Woonboerderij in stolpboerderij-stijl   |

## Overdie
De wijk Overdie kent 13 gemeentelijke monumenten:
| Object                                                          | Bouwjaar         | Architect | Locatie              | Coördinaten                   | Nr.        | Afbeelding                                                      |
| --------------------------------------------------------------- | ---------------- | --------- | -------------------- | ----------------------------- | ---------- | --------------------------------------------------------------- |
| Grenspaal                                                       |                  |           | Boekelermeerweg      | 52° 36' 5" NB, 4° 44' 53" OL  | 0361/WN710 | Grenspaal                                                       |
| Woning, Woonhuizen in Amsterdamse School-stijl, traditionalisme | 1934, Circa 1935 |           | Corfstraat 27        | 52° 37' 28" NB, 4° 45' 16" OL | 0361/WN711 | Woning, Woonhuizen in Amsterdamse School-stijl, traditionalisme |
| Woning in stolpboerderij-stijl                                  |                  |           | Nijenburgerweg 5     | 52° 36' 4" NB, 4° 44' 12" OL  | 0361/WN712 | Upload foto                                                     |
| Kantoor in stolpboerderij-stijl                                 | 1888             |           | Nijenburgerweg 7     | 52° 36' 17" NB, 4° 44' 13" OL | 0361/WN713 | Kantoor in stolpboerderij-stijl                                 |
|                                                                 |                  |           | Uitenboschstraat 96  | 52° 37' 27" NB, 4° 45' 40" OL | 0361/WN714 |                                                                 |
|                                                                 |                  |           | Uitenboschstraat 98  | 52° 37' 27" NB, 4° 45' 40" OL | 0361/WN715 |                                                                 |
|                                                                 |                  |           | Uitenboschstraat 101 | 52° 37' 28" NB, 4° 45' 41" OL | 0361/WN716 |                                                                 |
|                                                                 |                  |           | Uitenboschstraat 103 | 52° 37' 28" NB, 4° 45' 41" OL | 0361/WN717 |                                                                 |
| School in Amsterdamse School-stijl                              | 1931             |           | Vondelstraat 27      | 52° 37' 31" NB, 4° 45' 9" OL  | 0361/WN718 | School in Amsterdamse School-stijl                              |
| Woning in neorenaissancestijl                                   | 1912             |           | Zeglis 6             | 52° 37' 35" NB, 4° 45' 30" OL | 0361/WN719 | Woning in neorenaissancestijl                                   |
| Woning in eclecticisme-stijl                                    | 1908             |           | Zeglis 8             | 52° 37' 35" NB, 4° 45' 30" OL | 0361/WN720 | Woning in eclecticisme-stijl                                    |
| Woning                                                          |                  |           | Zeglis 9             | 52° 37' 35" NB, 4° 45' 30" OL | 0361/WN721 | Woning                                                          |
| Woning in neorenaissancestijl                                   | 1907             |           | Zeglis 77            | 52° 37' 28" NB, 4° 45' 47" OL | 0361/WN722 | Woning in neorenaissancestijl                                   |

## Schermerhorn
De plaats Schermerhorn kent 2 gemeentelijke monumenten:
| Object                        | Bouwjaar | Architect | Locatie     | Coördinaten | Nr.        | Afbeelding  |
| ----------------------------- | -------- | --------- | ----------- | ----------- | ---------- | ----------- |
| Elektrisch gemaal Wilhelmiina |          |           | Molendijk 9 |             | 0361/WN962 | Upload foto |
| Machinistenwoning             |          |           |             |             | 0361/WN963 | Upload foto |

## Starnmeer
De plaats Starnmeer kent 4 gemeentelijke monumenten:
| Object         | Bouwjaar | Architect | Locatie         | Coördinaten                   | Nr.        | Afbeelding  |
| -------------- | -------- | --------- | --------------- | ----------------------------- | ---------- | ----------- |
| Boerderij      |          |           | Middelweg 7     | 52° 32' 26" NB, 4° 47' 55" OL | 0361/WN917 | Upload foto |
| Boerderij      |          |           | Middelweg 9     | 52° 32' 20" NB, 4° 48' 16" OL | 0361/WN918 | Upload foto |
| Bedrijfswoning | 1912     |           | Starnmeerdijk 5 | 52° 32' 42" NB, 4° 48' 40" OL | 0361/WN919 | Upload foto |
| Boerderij      | 1884     |           | Starnmeerdijk 7 | 52° 32' 37" NB, 4° 48' 57" OL | 0361/WN920 | Upload foto |

## West-Graftdijk
De plaats West-Graftdijk kent 39 gemeentelijke monumenten:
| Object                          | Bouwjaar   | Architect | Locatie           | Coördinaten                   | Nr.        | Afbeelding         |
| ------------------------------- | ---------- | --------- | ----------------- | ----------------------------- | ---------- | ------------------ |
| Onderwijzerswoning              | 1878       |           | Graftdijkplein 1  | 52° 33' 18" NB, 4° 47' 44" OL | 0361/WN921 | Onderwijzerswoning |
| Waterput bij 3                  | 1874       |           | Graftdijkplein 3  | 52° 33' 18" NB, 4° 47' 46" OL | 0361/WN922 | Upload foto        |
| Vml. Lijkenhuisje achter 3      | 1874       |           | Graftdijkplein 3  | 52° 33' 18" NB, 4° 47' 46" OL | 0361/WN923 | Upload foto        |
| Woonhuis                        | XIXd       |           | Kanaaldijk 85     | 52° 33' 5" NB, 4° 47' 46" OL  | 0361/WN924 | Woonhuis           |
| Woonhuis                        | XIX        |           | Kanaaldijk 91     | 52° 33' 5" NB, 4° 47' 43" OL  | 0361/WN925 | Woonhuis           |
| Brugwachterswoning; houten brug | Circa 1900 |           | Kanaaldijk 105    | 52° 33' 21" NB, 4° 47' 36" OL | 0361/WN926 | Upload foto        |
| Woonhuis                        |            |           | Noorderstraat 1   | 52° 33' 21" NB, 4° 47' 41" OL | 0361/WN927 | Upload foto        |
| Woonhuis                        |            |           | Noorderstraat 3   | 52° 33' 22" NB, 4° 47' 41" OL | 0361/WN928 | Upload foto        |
| Woonhuis                        |            |           | Noorderstraat 13  | 52° 33' 23" NB, 4° 47' 39" OL | 0361/WN929 | Woonhuis           |
| Woonhuis                        |            |           | Noorderstraat 15  | 52° 33' 23" NB, 4° 47' 40" OL | 0361/WN930 | Woonhuis           |
| Woonhuis                        |            |           | Noorderstraat 17  | 52° 33' 23" NB, 4° 47' 39" OL | 0361/WN931 | Woonhuis           |
| Woonhuis                        |            |           | Noorderstraat 48  | 52° 33' 27" NB, 4° 47' 38" OL | 0361/WN932 | Upload foto        |
| Garage t.o. nr 53               | XIXc       |           | Noorderstraat 53  | 52° 33' 29" NB, 4° 47' 36" OL | 0361/WN933 | Upload foto        |
| Woonhuis                        |            |           | Noorderstraat 57  | 52° 33' 29" NB, 4° 47' 37" OL | 0361/WN934 | Upload foto        |
| Woonhuis                        |            |           | Noorderstraat 77  | 52° 33' 33" NB, 4° 47' 38" OL | 0361/WN935 | Upload foto        |
| Boerderij                       |            |           | Oudelandsdijkje 2 | 52° 34' 1" NB, 4° 47' 42" OL  | 0361/WN936 | Upload foto        |
| Woonhuis                        |            |           | Sluiskade 1       | 52° 33' 21" NB, 4° 47' 42" OL | 0361/WN937 | Woonhuis           |
| Woonhuis                        |            |           | Sluiskade 4-5     | 52° 33' 21" NB, 4° 47' 42" OL | 0361/WN938 | Upload foto        |
| Woonhuis                        |            |           | Sluiskade 7       | 52° 33' 21" NB, 4° 47' 41" OL | 0361/WN939 | Woonhuis           |
| Woonhuis                        |            |           | Sluiskade 9       | 52° 33' 21" NB, 4° 47' 41" OL | 0361/WN940 | Woonhuis           |
| Twee schuren                    |            |           | Sluiskade 11      | 52° 33' 20" NB, 4° 47' 40" OL | 0361/WN941 | Upload foto        |
| Woonhuis                        |            |           | Sluiskade 14      | 52° 33' 21" NB, 4° 47' 39" OL | 0361/WN942 | Woonhuis           |
| Schutsluis                      |            |           | Sluiskade         | 52° 33' 21" NB, 4° 47' 39" OL | 0361/WN943 | Upload foto        |
| Woonhuis                        |            |           | Zuiderstraat 3    | 52° 33' 5" NB, 4° 47' 49" OL  | 0361/WN944 | Woonhuis           |
| Woonhuis                        |            |           | Zuiderstraat 11   | 52° 33' 6" NB, 4° 47' 45" OL  | 0361/WN945 | Woonhuis           |
| Woonhuis                        |            |           | Zuiderstraat 13   | 52° 33' 6" NB, 4° 47' 45" OL  | 0361/WN946 | Woonhuis           |
| Woonhuis                        |            |           | Zuiderstraat 14   | 52° 33' 7" NB, 4° 47' 45" OL  | 0361/WN947 | Woonhuis           |
| Woonhuis                        |            |           | Zuiderstraat 22   | 52° 33' 8" NB, 4° 47' 43" OL  | 0361/WN948 | Woonhuis           |
| Woonhuis                        | Circa 1880 |           | Zuiderstraat 31   | 52° 33' 8" NB, 4° 47' 42" OL  | 0361/WN949 | Woonhuis           |
| Woonhuis                        | Circa 1880 |           | Zuiderstraat 33   | 52° 33' 8" NB, 4° 47' 42" OL  | 0361/WN950 | Woonhuis           |
| Woonhuis                        | Circa 1880 |           | Zuiderstraat 35   | 52° 33' 8" NB, 4° 47' 42" OL  | 0361/WN951 | Woonhuis           |
| Woonhuis                        |            |           | Zuiderstraat 57   | 52° 33' 11" NB, 4° 47' 41" OL | 0361/WN952 | Woonhuis           |
| Woonhuis, schuur/kapberg        | XIXd       |           | Zuiderstraat 59   | 52° 33' 12" NB, 4° 47' 41" OL | 0361/WN953 | Upload foto        |
| Winkelwoonhuis                  | 1904       |           | Zuiderstraat 70   | 52° 33' 13" NB, 4° 47' 40" OL | 0361/WN954 | Upload foto        |
| Pastorie                        | 1877       |           | Zuiderstraat 81   | 52° 33' 15" NB, 4° 47' 40" OL | 0361/WN955 | Upload foto        |
| Woonhuis                        |            |           | Zuiderstraat 90   | 52° 33' 17" NB, 4° 47' 41" OL | 0361/WN956 | Upload foto        |
| Woonhuis                        |            |           | Zuiderstraat 92   | 52° 33' 17" NB, 4° 47' 41" OL | 0361/WN957 | Upload foto        |
| Schuur                          |            |           | Zuiderstraat 96   | 52° 33' 17" NB, 4° 47' 43" OL | 0361/WN958 | Upload foto        |
| Woonhuis                        | XXa        |           | Zuiderstraat 117  | 52° 33' 21" NB, 4° 47' 42" OL | 0361/WN959 | Upload foto        |

## Zuidschermer
De plaats Zuidschermer kent 2 gemeentelijk monument:
| Object                           | Bouwjaar | Architect | Locatie        | Coördinaten | Nr.        | Afbeelding                       |
| -------------------------------- | -------- | --------- | -------------- | ----------- | ---------- | -------------------------------- |
| Sint-Michaëlkerk                 |          |           | Zuidervaart 65 |             | 0361/WN960 | Sint-Michaëlkerk                 |
| Pastorie van de Sint-Michaëlkerk |          |           | Zuidervaart 63 |             | 0361/WN961 | Pastorie van de Sint-Michaëlkerk |